# Caspar Wessel
Pour les articles homonymes, voir Wessel.
Caspar Wessel (1745-1818) est un mathématicien danois et norvégien.

## Biographie
Caspar est né le 8 juin 1745 à Jonsrud (comté d'Akershus) en Norvège, dans une famille de pasteurs ayant eu au total treize enfants. Son père décèdera en 1785.
Caspar entre en 1757 à la prestigieuse école de la cathédrale de Christiana, qu'il quitte en 1763 pour être étudiant à Copenhague.
Il est engagé comme aide par l'Académie royale danoise des sciences et des lettres en 1764 pour la triangulation et la cartographie du Danemark. Il restera arpenteur de l'Académie jusqu'en 1805, année où il reçut son congé.
Il passe en 1778 l'examen de jurisprudence latine.
En 1780 il se marie avec Catherine-Elisabeth Müller.
Il présente le 5 février 1779 à l'Académie des sciences une échelle et une division du pays relative à la cartographie.
Il dresse entre 1782 et 1785 une carte du duché d'Oldenbourg à la demande du duc.
Après 1805, il dresse encore des cartes du Schleswig et du Holstein pour l'Académie et reçoit pour paiement la médaille d'argent et un exemplaire des Mémoires et des cartes de l'Académie.
Il est fait chevalier de l'ordre royal de Dannebrog en 1815.
Les cartes dressées par Wessel sont conservées en 1819 alors que les autres cartes de l'Académie sont qualifiées de surannées.

## Le mathématicien
Caspar Wessel n'a publié qu'un seul mémoire de mathématique, qui fut le premier mémoire publié par l'Académie sans que son auteur en soit membre. Le mémoire est intitulé Om direktionens analytiske betegning, et forney, anrendt fornemmelig til plane og sphaeriske polygoners oplosning et se trouve dans le tome cinq des Mémoires de l'Académie royale des sciences et des lettres du Danemark, 2e série, 1799. Il a été présenté le 10 mars 1797.
L'objet du mémoire est une théorie du calcul de lignes déterminées en grandeur et en direction de manière à les exprimer par les symboles avec lesquels il calcule. C'est ce qui conduit Wessel à représenter par des nombres imaginaires lesdites lignes données en grandeur et en direction cinquante ans avant les travaux de Hamilton sur les quaternions dont pourtant le travail de Wessel est une des applications.
Dans ce mémoire, Wessel applique sa théorie à la démonstration d'un théorème de Cotes et à la résolution des polygones plans.
Le travail de Wessel est totalement ignoré pendant près d'un siècle, mentionné seulement par Jürgensen en 1843 parmi d'autres mémoires de l'Académie jugés sans grande importance scientifique, et c'est quasiment par hasard qu'il est mentionné dans une thèse de Christensen, Mathematikens udrikling i danmark oy Norge i det 18-aarkundrede, Odense, 1896 qui le tire définitivement de l'oubli.
Le mémoire de Wessel s'inscrit parmi diverses tentatives de représentation des nombres complexes de manière géométrique : Wallis, dans A treatise of algebra à la fin du XVIIe siècle, Henri Dominique Truel (1786), Wessel (1797), Gauss (1799), Buée (1806), Argand (Essai sur une manière de représenter des quantités imaginaires, 1806), Mourey (La vraie théorie des quantités négatives et des quantités prétendues imaginaires, 1828), Français (1813), Vallès (1813), Bellavitis (1832), Faure, De Gap (1845), Saint-Venant, Scheffler (de) ((de) Hermann Scheffler, Der Situationskalkül, 1851), Siebeck ((de) Siebeck, « Über die graphische Darstellung imaginärer Funktionen », J. reine angew. Math.,‎ 1858), Dillner ((sv + de) Geometrisk kalkyl… 1860-1861)… qui mènent Hamilton aux quaternions en 1866 et Cayley aux octonions.
Le mémoire de Wessel a été republié en français en 1897 à l'occasion de son centenaire sous le titre Essai sur la représentation analytique de la direction.